# Naqada (stad)
Naqada (Oud-Egyptisch: Nebt) was gelegen in Midden-Egypte en kende een bloei in de pre-dynastische periode. De stad bestond uit twee delen. In het zuidelijke deel stond een groot gebouw, dat mogelijk als paleis of tempel kan geïdentificeerd worden. De stad lag aan het uiteinde van een route naar goudmijnen aan de Rode Zee en dankte haar naam 'Nebt' aan haar handel in goud ("nebt" in het Oudegyptisch). 